# Cha Jong-hyok
Cha Jong-hyok (차정혁?, 車正赫?; Pyongyang, 25 settembre 1985) è un ex calciatore nordcoreano, di ruolo difensore.